# Mytilos
Mytilos was een Illyrische koning. Mytilos regeerde in het zuiden van Illyrië, rond het Dyrrhachion en Apollonia. Hij was de opvolger van Monunios, en waarschijnlijk diens zoon.